# Lou Martin
Lou Martin (ur. 12 sierpnia 1949 w Belfaście, zm. 17 sierpnia 2012 w Bournemouth) – muzyk bluesowy, występował w grupie Rory’ego Gallaghera. W roku 1968 odpowiedział na ogłoszenie w magazynie Melody Maker i dołączył do zespołu Killing Floor, rozpoczynając swoją karierę muzyczną.
W 1971 roku do zespołu Gallaghera polecił go Rod de'Ath, z którym Lou Martin grał jeszcze w Killing Floor. Razem z Gallagherem nagrał kilka albumów studyjnych: Blueprint, Tatoo, Against the Grain, Calling Card, Defender i Fresh Evidence.